# Histoire philatélique et postale du Luxembourg
Ceci est une introduction à l'histoire postale et philatélique du Grand duché du Luxembourg.

## Départements français
Le Duché du Luxembourg a été occupé par la France peu après la Révolution française (entre 1794 et 1795) et sous l'Empire. Cette région a été organisée en départements (voir Liste des 130 départements de 1811. L'administration postale a donc mis en place des marques postales linéaires sur le même modèle que celui de la France.

### Département des Forêts
Ainsi Luxembourg était le chef-lieu du département des Forêts et avait comme numéro de département 98. On trouve donc des lettres avec la marque 98 LUXEMBOURG. Voici des exemples de marques postales rencontrées dans ce département :
| Ville        | Marque              | remarques |
| ------------ | ------------------- | --- |
| Luxembourg   | LUXEMBOURG          | à partir de 1795 |
|              | P. P. LUXEMBOURG    | port payé, à partir de 1799 |
|              | 98 LUXEMBOURG       | à partir de 1796. En 1814 cette marque apparaît avec le 98 gratté.                                                                          |
|              | P. 98. P LUXEMBOURG | port payé, à partir de 1802. En 1814 cette marque apparaît avec le 98 gratté.                                                               |
| Arlon        | 98 ARLON            | L'empreinte est en rouge à partir de 1796, en noir ensuite à partir de 1801. La ville d'Arlon est maintenant en Belgique.                   |
| Bastogne     | 98 BASTOGNE         | Maintenant en Belgique. |
| Flamisoul    |                     | |
| Grevenmacher | 98 GREVNMACHEREM    | |
| Paliseul     | 97 PALISEUX         | L'attribution du numéro 97 est une erreur dans la réalisation du tampon. Cette commune est maintenant en Belgique (province du Luxembourg). |

## La construction européenne
En 1956, le Luxembourg participe à la première émission des timbres Europa avec 5 autres pays : L'Allemagne, la Belgique, la France, l'Italie et les Pays-Bas.

## LeXXIesiècle
Voir :
- Timbres du Luxembourg 2005
- Timbres du Luxembourg 2006
- Timbres du Luxembourg 2007